# Râul Sinești, Bahluieț
Râul Sinești este un curs de apă, afluent al râului Bahluieț. 